# Fantasía 2000
Fantasía 2000 es una película de animación de Walt Disney Pictures, producida por Roy E. Disney y Donald W. Ernst es la trigésimo octava película en el canon de Walt Disney Animation. Se trata de una producción que conmemora el 59.º aniversario (1999) y 60.º aniversario (2000) de la película Fantasía, tercer largometraje animado de Walt Disney, del año 1940. 
Se estrenó el 17 de diciembre de 1999 en el Carnegie Hall en la ciudad de Nueva York, como parte de una gira de conciertos que también visitó Londres, París, Tokio, y Pasadena, California. La película fue lanzada en 75 cines IMAX de todo el mundo a partir del 1 de enero hasta el 30 de abril del año 2000, marcando el primer largometraje de animación estrenada en el formato. Su estreno general en los cines tradicionales siguió el 16 de junio de 2000. 
Aunque su éxito no superó al del resto de largometrajes animados de Disney de los años 1990 (a excepción de The Rescuers Down Under en taquilla y Pocahontas en la crítica), destacó por ser la última película en seguir el patrón artístico, tanto musical como en imagen, de los largometrajes animados de la época dorada de Disney. Debido a esto, Fantasía 2000 también suele ser considerada como el último largometraje del Renacimiento de Disney. Asimismo, el estudio no volvería a obtener una producción cinematográfica similar hasta el estreno de The Princess and the Frog en 2009.

## Argumento
Al igual que su precedente, esta película se divide en varios fragmentos –en este caso ocho– cada uno acompañado de distintas piezas musicales. Entre ellos se incluye El aprendiz de brujo, protagonizado por Mickey Mouse, que ya aparecía en la primera Fantasía.

## Música
Estas son las distintas obras que acompañan a cada parte de la película:
- Sinfonía n.º 5  de Beethoven (Versión reducida): patrones abstractos de mariposas luchan contra murciélagos, los cuales quieren conquistar el mundo de luz e imponer la oscuridad. La oscuridad es conquistada nuevamente por la luz y las coloridas mariposas.

- Pinos de Roma de Ottorino Respighi: este segmento cuenta con una familia de ballenas jorobadas retozando que, debido a la influencia de una Supernova, son capaces de volar. En un momento dado, el ballenato es separado de sus padres cuando queda atrapado en un témpano de hielo. Más tarde logra encontrar el camino de salida con ayuda de su madre. La sección final (Vía Apia) muestra a todos los cetáceos en la migración hacia un mejor lugar. Podría interpretarse como una denuncia contra la matanza indiscriminada de ballenas.

- Rhapsody in Blue de George Gershwin: un episodio de 1930 en Nueva York, que representa un día en la vida de varias personas dentro de la bulliciosa metrópolis. Las escenas están dibujadas en el estilo del famoso caricaturista Al Hirschfeld, incluyendo una caricaturización del propio Gershwin sentado al piano. La niña en el hotel se basa en el personaje creado por Eloise Kay Thompson y el hombre pelirrojo se basa en John Culhane, el autor del "making off" para Fantasía y Fantasía 2000.

- Concierto para piano n.º 2: Allegro de Dmitri Shostakóvich: sobre la base del cuento de Hans Christian Andersen "El soldadito de plomo". La configuración es adecuada -el concierto fue escrito como un regalo de Shostakovich a su joven hijo musicalmente dotado- y los ritmos de percusión también pueden adaptarse a una historia sobre el soldadito de plomo. Sin embargo, el final es feliz en contraste con el de la historia original.

- El carnaval de los animales: Final de Camille Saint-Saëns: los miembros de una bandada de flamencos tratan de obligar a un payasezco miembro de la bandada, que disfruta jugando con un yo-yo, a participar en sus "aburridas" rutinas. Estas están diseñadas para deleitar a los niños con la histeria en pantalla. La música fue arreglada por Pedro Schickele. Se exhiben una serie de trucos de yo-yo real, incluyendo "Pasear al perro", "Mover la cuna", y "UFO".

- El aprendiz de brujo de Paul Dukas: un segmento de la secuencia original Fantasía de 1940. Mickey da vida a una escoba con el sombrero mágico de su amo para llevar el agua a una fuente dentro de la casa del brujo, pero pronto pierde el control de la magia que provocó.

- Pompa y circunstancia: Marchas 1, 2, 3 y 4 de Edward Elgar: representación de la historia del Arca de Noé, con el Pato Donald como primer oficial de Noé y la Pata Daisy como la asistente de Donald. Donald debe pasar lista a los animales, se pierde y se reúne con Daisy en el proceso. La música fue arreglada otra vez por Pedro Schickele, incluyendo un solo sin palabras de la soprano Kathleen Battle como parte de la Marcha N º 1 de marzo ("Tierra de la Esperanza y Gloria ').

- El pájaro de fuego: versión de 1919 de Ígor Stravinski: la historia de un Espíritu de la Primavera y su compañero el wapití. Después de un largo invierno el Espíritu restaura la vida al bosque pero accidentalmente despierta al Espíritu de Fuego (el mismo nombre "Firebird" de la pieza) en un volcán cercano. Finalmente Firebird destruye el bosque y, al parecer, al Espíritu de la Primavera. El Espíritu de la Primavera vuelve a la vida posteriormente, aunque su alma parece rota. A pesar de eso, y después del aliento brindado por su amigo el wapití, logra restaurar el bosque a su anterior esplendor. La historia se considera un ejercicio en el tema de las deidades de vida y resurrección de muerte, así como una interpretación estilizada de la erupción del Monte Santa Helena, que ocurrió al inicio de la primavera de 1980, y el regreso posterior de vida silvestre en la región devastada.

## Producción

### Desarrollo
Después de numerosos intentos fallidos para desarrollar una secuela de Fantasia, Disney revivió la idea poco después de que Michael Eisner se convirtió en director ejecutivo de la compañía de Walt Disney en 1984. El éxito comercial de la liberación del vídeo en 1990 de Fantasia convenció a Eisner de que había suficiente interés público y fondos para una secuela.
El plan original para la Fantasía original fue que sea una especie de show de manera permanente, añadiendo periódicamente nuevos episodios, mientras que otros serían rotados hacia fuera. Sin embargo, el fracaso de la película para lograr el éxito en la taquilla, junto con la pérdida del mercado europeo debido a la Segunda Guerra Mundial, hizo que el plan no fuera usado. En consecuencia, Fantasía 2000 aplicado esta idea mediante la retención de la secuencia con Mickey Mouse como el aprendiz de brujo, sin duda el segmento más popular de la película original.
El Desarrollo de Fantasía 2000 se inició en 1990, y la producción comenzó el año siguiente. Las selecciones de la música se hizo como una decisión colectiva de Roy E. Disney, James Levine, y los miembros del personal de producción. La mayoría de las decisiones fueron impulsados por las preferencias musicales del equipo, Roy eligió personalmente Pinos de Roma. Otras piezas fueron descubiertas poco después de las ideas de la historia se establecieron, como soldadito de plomo, donde las imágenes se basan en obras de arte hecho por el original Fantasía, pero la pieza de Shostakovich fue presentado al equipo por un animador relativamente tarde en el programa de producción.
La producción comenzó bajo el título de trabajo de Fantasia Continúa con un lanzamiento para 1997. El título cambió a Fantasia 1999 seguido de Fantasía 2000 para coincidir su estreno en 2000.
Disney formó su estado de funcionamiento inicial con la mitad de Fantasia y sólo "tres o cuatro nuevos números" con el fin de liberar una "semi-nueva película". Al darse cuenta de que la idea no iba a funcionar, se mantienen tres segmentos de Fantasia que serían El aprendiz de brujo, El Cascanueces y Danza de las Horas. Al final, Danza de las Horas se dejó caer y El Cascanueces fue reemplazado por Rhapsody in Blue en los últimos meses de la producción a raíz de la respuesta por parte de numerosas proyecciones de prueba. Disney mantuvo aprendiz de brujo en el programa final como un homenaje a Fantasía.
El compositor André Previn informó en su libro No Minor Chords que él fue contactado por Disney para trabajar en una secuela de Fantasía. Se negó el proyecto cuando se enteró de que la banda sonora fue, en ese momento, concebida como una orquestación de las canciones de los Beatles.

### Producción

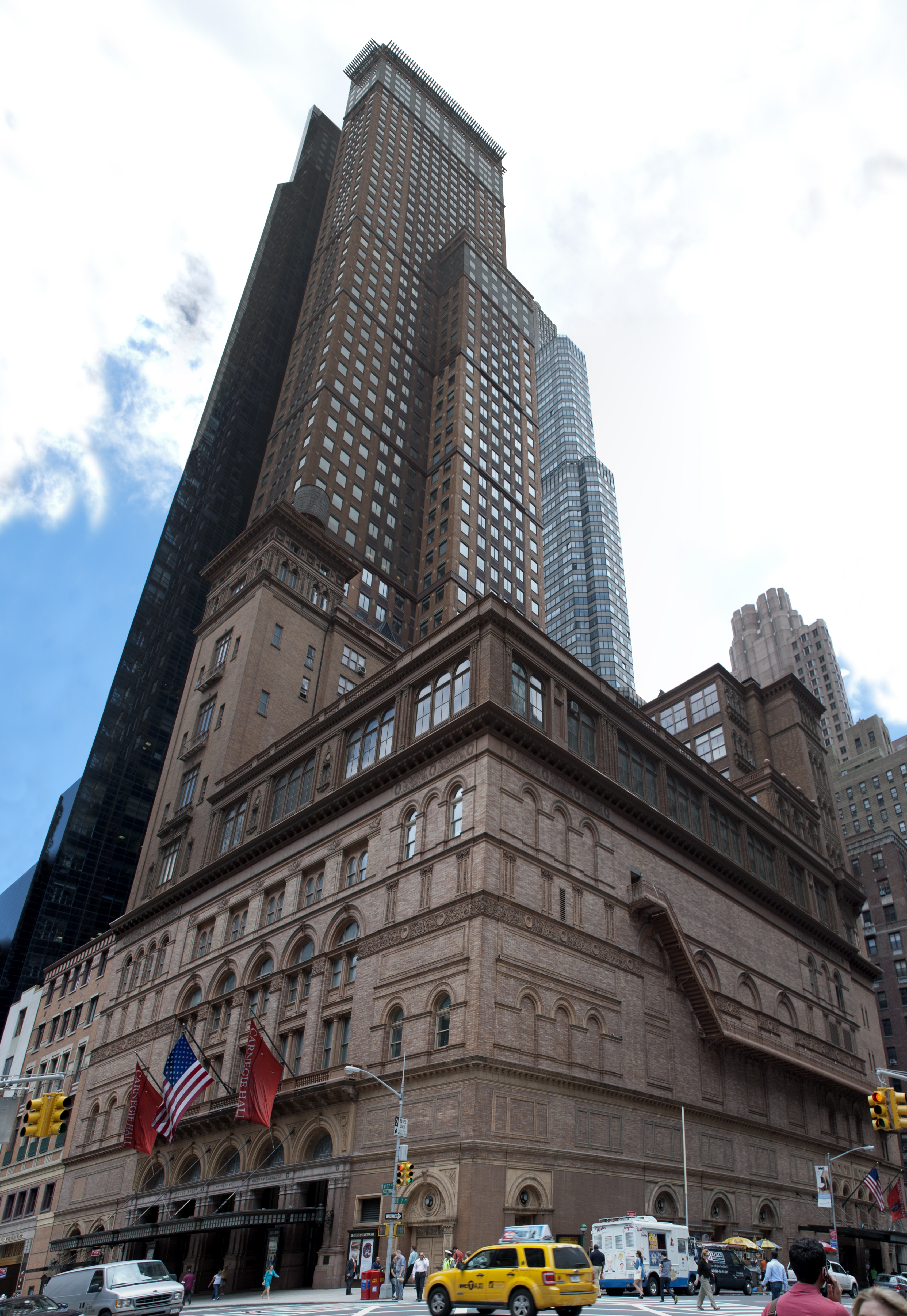
Carnegie Hall, donde Fantasia 2000 tuvo su preestreno.

Rhapsody in Blue es una obra en curso por el director Eric Goldberg (animador principal para el Genio en Aladdin, también inspirada en el arte de Al Hirschfeld), cuando Disney se acercó a él para completar la pieza para la película. Esta decisión era ideal dada la ventaja en el trabajo y para que la película podría incluir una obra de un compositor estadounidense. Teniendo en Rhapsody in Blue también permitió a Disney para mantener los animadores asignados a su función Reino del Sol (más tarde publicado como The Emperor's New Groove), mientras que Reino ocupada pasó por una reescritura extensa. Algunos artículos de prensa escrita después de la finalización de Surco invirtió los papeles, diciendo que primero se acercó a Goldberg para Rapsodia para Disney Fantasía 2000 y fue rechazada inicialmente, y más tarde los productores volvieron a él como resultado de la necesidad de encontrar algo que ver con la animación personal, mientras que el Reino de reescritura que estaba pasando.
Una diferencia significativa en los estilos musicales entre las películas es que en Fantasía 2000 el piano ocupa un lugar destacado en más de la mitad de las selecciones, mientras que la original Fantasía no tenía un piano en cualquier segmento.
Fantasía 2000 cuenta con varias innovaciones técnicas que luego se utilizaría en las obras del estudio de Disney de animación, particularmente en el uso de computadoras. Ambos Pinos de Roma y El Soldado Firme estaño eran principalmente piezas CGI, completado antes de la película de Pixar hito Toy Story fue puesto en libertad. Los cuernos de los alces en El pájaro de fuego fueron CGI-renderizados en la parte superior de la animación a mano (debe darles una consistencia más alto, en comparación con el Bambi que se haya extendido a todos con la mano), una técnica que se utilizaría en El planeta del tesoro para el personaje Plata.

### Intersticiales
Los productores consideraron que algunos ruptura entre los segmentos musicales fue necesario para "limpiar el" paladar, por lo que una serie de "intersticiales" fueron dirigidas el productores de animación de Disney, Don Hahn y con diseños hechos por Pixote Hunt. Hahn llegó con el conjunto y los fondos, mientras que comía el almuerzo; procedió a esbozar una idea aproximada de lo que se imaginaba en una servilleta. Él "quería mostrar imágenes en formas como grandes velas de un barco clipper. Ellos vuelan en el viento y forman una especie de sala de conciertos en el centro de un vasto vacío, llano, imaginario".
En lugar de utilizar un solo narrador como en Fantasía, las piezas individuales se introducen por personas de diferentes áreas del mundo del arte. Después de la película se abre con la Quinta de Beethoven, Steve Martin discute la historia de Fantasía es un concepto permanente y es seguida inmediatamente por Itzhak Perlman, que introduce Pinos de Roma. Quincy Jones lleva en el número de Gershwin, y Bette Midler da una introducción al concierto de Shostakovich, tanto en la pantalla con los pianistas de las piezas respectivas. James Earl Jones introduce Carnaval de los animales con el director Eric Goldberg, y, muy apropiadamente, los magos Penn y Teller hacen acto de presencia antes de El aprendiz de brujo. Cuando esta obra concluye con una conversación de Mickey Mouse con el director Leopold Stokowski desde el original, Fantasía, Mickey pasa a charlar con Levine antes de que este introduce Pompa y circunstancia. La secuencia final de El pájaro de fuego es introducido por Angela Lansbury.
Hahn recordó alguna dificultad en encontrar un lugar como sede de la película, por lo que el estudio se decantó por un grupo de artistas y músicos de diversos campos de entretenimiento. Los intersticiales fueron filmadas en distintos lugares; la orquesta, Jones, Lansbury y Bronfman fueron filmados en Los Ángeles, Perlman y Middler en la ciudad de Nueva York, y otros en Boston, Massachusetts. Cada escena fue filmada en frente de una pantalla verde para permitir que los disparos de la orquesta o conjunto colocarse detrás de ellos. Los disparos de Levine, los artistas, y la orquesta fueron filmadas el 31 de octubre de 1998.

## Doblaje
| Personaje         | Actor de voz original | Doblaje de Hispanoamérica | Doblaje de España     |
| ----------------- | --------------------- | ------------------------- | --------------------- |
| Steve Martin      | Steve Martin          | Raúl de la Fuente         | Manolo García         |
| Itzhak Perlman    | Itzhak Perlman        | Alfonso Ramírez           | José María del Río    |
| Quincy Jones      | Quincy Jones          | Armando Réndiz            | Luis Porcar           |
| Bette Midler      | Bette Midler          | Nancy McKenzie            | María Luisa Solá      |
| James Earl Jones  | James Earl Jones      | José Lavat                | Constantino Romero    |
| Penn Jillette     | Penn Jillette         | Ricardo Hill              | Carlos Kaniowsky      |
| James Levine      | James Levine          | Alejandro Illescas        | Paco Hernández        |
| Angela Lansbury   | Angela Lansbury       | Beatriz Aguirre           | Marta Martorell       |
| Leopold Stokowski | Leopold Stokowski     | José Manuel Rosano        | Camilo García         |
| Mickey Mouse      | Wayne Allwine         | Rubén Cerda               | José Padilla          |
| Pato Donald       | Tony Anselmo          | Ruy Cuevas                | Héctor Fernández Lera |
| Pata Daisy        | Russi Taylor          | Russi Taylor              | Russi Taylor          |
| Narrador          | Deems Taylor          | Arturo Mercado            | Luis Bajo             |

## Sistema de sonido IMAX
Cuando la película fue lanzada por primera vez a los cines IMAX en 2000, ofreció un sistema de sonido de múltiples canales que rodeaban a la audiencia. Este sistema de sonido se sometió a efecto cómico en el segmento de la narrativa anterior Pompa y circunstancia, en la que Mickey Mouse salió a buscar el Pato Donald. La banda sonora dio la ilusión de que Mickey Mouse se ejecuta sobre el teatro, por detrás de asientos del público.

## Recepción
Fantasía 2000 fue bien recibido; Mientras que la versión de 1999 tiene una calificación de 7.3 en IMDb, la versión del 2000 posee actualmente una calificación del 82% de aprobación en Rotten Tomatoes. El consenso general fue "Fantasía Aunque puede ser errónea en algunas partes, en general proporciona una experiencia de entretenimiento para adultos y niños por igual."
Con un presupuesto de aproximadamente $80-$85 millones, la película ha ganado $ 90,8 millones en ingresos brutos en todo el mundo, obteniendo un no muy resaltante éxito.

## Vídeo casero
Fantasía 2000 fue lanzado en VHS y DVD el 14 de noviembre de 2000, junto con la edición de 60° Aniversario en DVD de Fantasía. También fue lanzada en versión de antología, incluyendo las dos películas y un disco extra con características especiales titulado Fantasía Legacy. Estos no están disponibles actualmente.
Fantasía 2000 fue lanzando el 30 de noviembre de 2010 en una edición de 4 discos especiales de Blu-Ray/DVD en una Edición Especial de 2 discos de DVD junto a Fantasía. El paquete de 4-Disco combo incluirá un Blu-ray y un DVD de Fantasía 2000 y un Blu-ray y un DVD de Fantasía. Incluido en este paquete es la película de Disney / Dalí Destino corto y extras. La transferencia de Blu-ray presenta que la película tendría un calidad de imagen de 1080p de vídeo de alta definición con sonido envolvente 7.1 y DTS-HD Master Audio.

## Premios
- Premios Annie: Ganadora en tres categorías de 5 nominaciones (año 2000).

- Premios Grammy: Una nominación (año 2001).

- PGA Golden Laurel Awards (Premios Laurel Dorado PGA): Ganadora en una categoría (año 2001).

## Directores
Al ser una película dividida en varias piezas tiene varios directores:
- James Algar
- Gaëtan Brizzi
- Paul Brizzi
- Hendel Butoy
- Francis Glebas
- Eric Goldberg
- Don Hahn
- Pixote Hunt

## Fechas de estreno
Preestreno inicial:
- 17 de diciembre de 1999 (Nueva York,  Estados Unidos)
- 21 de diciembre de 1999 (Londres,  Reino Unido)
- 22 de diciembre de 1999 (París,  Francia)
- 27 de diciembre de 1999 (Tokio,  Japón)
- 31 de diciembre de 1999 (Pasadena, California)

Estreno oficial:
- 1 de enero de 2000 (IMAX en doce países)
- 18 de mayo de 2000 ( Nueva Zelanda)
- 24 de mayo de 2000 ( Bélgica)
- 24 de mayo de 2000 ( Francia)
- 26 de mayo de 2000 ( Grecia)
- 26 de mayo de 2000 ( Reino Unido)
- 31 de mayo de 2000 ( Países Bajos)
- 1 de junio de 2000 ( Australia)
- 2 de junio de 2000 ( México)
- 8 de junio de 2000 ( Argentina)
- 8 de junio de 2000 ( Israel)
- 8 de junio de 2000 ( Perú)
- 14 de junio de 2000 ( Venezuela)
- 15 de junio de 2000 ( Chile)
- 16 de junio de 2000 ( Brasil)
- 16 de junio de 2000 ( Estados Unidos)
- 22 de junio de 2000 ( Bolivia)
- 23 de junio de 2000 ( Panamá)
- 30 de junio de 2000 ( Suecia)
- 5 de julio de 2000 ( Filipinas)
- 6 de julio de 2000 ( República Checa)
- 7 de julio de 2000 ( Polonia)
- 14 de julio de 2000 ( España)
- 15 de julio de 2000 ( Japón)
- 20 de julio de 2000 ( Alemania)
- 20 de julio de 2000 ( Suiza)
- 21 de julio de 2000 ( Austria)
- 3 de agosto de 2000 ( Hungría)
- 4 de agosto de 2000 ( Colombia)
- 5 de agosto de 2000 ( Corea del Sur)
- 16 de agosto de 2000 ( Indonesia)
- 17 de agosto de 2000 ( Malasia)
- 8 de septiembre de 2000 ( Italia)
- 15 de septiembre de 2000 ( Finlandia)
- 15 de septiembre de 2000 ( Rumania)
- 6 de octubre de 2000 ( Dinamarca)
- 13 de octubre de 2000 ( Islandia)
- 20 de octubre de 2000 ( Turquía)
- 16 de noviembre de 2000 ( Eslovenia)

## Créditos

### Sinfonía n.º 5
- Diseñado y dirigido por Pixote Hunt
- Música compositor: Ludwig van Beethoven
- La historia de Kevin Yasuda
- Presentación por Considera Taylor (imágenes de archivo)
- Interpretada por la Orquesta Sinfónica de Chicago

### Pinos de Roma
- Dirigida por Butoy Hendel
- compositor de música: Ottorino Respighi
- La historia de James Fujii
- Dirección de Arte por William Perkins y Gordon Dean
- Introducción por Steve Martin y Itzhak Perlman
- Interpretada por la Orquesta Sinfónica de Chicago

### Rhapsody in Blue
- Escrita y dirigida por Eric Goldberg
- compositor Música: George Gershwin
- Sobre la base de Brookside Hill
- Dirección de Arte por Susan Goldberg McKinsey
- consultor de diseño: de Al Hirschfeld
- Introducción a cargo de Quincy Jones
- Interpretada por la Orquesta Sinfónica de Chicago
- Destacado pianista: Ralph Grierson
- Dictado por: Bruce Broughton

### Concierto para piano n.º 2 Allegro Op. 102
- Dirigida por Butoy Hendel
- compositor Música: Dmitri Shostakóvich
- Sobre la base de "El Soldadito de plomo" de Hans Christian Andersen
- Historia de desarrollo por James Capobianco y Meurin Ron
- Dirección de Arte por Michael Humphries
- Introducción a cargo de Bette Midler
- Interpretada por la Orquesta Sinfónica de Chicago
- Destacado pianista: Yefim Bronfman

### El carnaval de los animales, Final
- compositor Música: Camille Saint-Saëns
- Escrita, dirigida y animada por Eric Goldberg
- Dirección de Arte por Susan Goldberg McKinsey
- Introducción a cargo de James Earl Jones
- Interpretada por la Orquesta Sinfónica de Chicago
- Dirigida por James Levine

### El aprendiz de brujo
- Originario de la Fantasía 1940
- Partitura: Paul Dukas
- Dirigida por James Algar
- Historia del desarrollo de Dick Huemer, Joe Grant, Pearce Perce, Capobianco James y Carl Fallberg
- Dirección de arte: Tom Codrick, Charles Phillipi, y Zack Schwartz
- Animación supervisores: Fred Moore y Vladimir Tytla
- Animadores: Les Clark, Thompson Riley, Woodward Marvin, Blair Preston, el amor de Edward, Ugo D'madera Orsi, George Rowley, y Cornett
- Nueva introducción por Penn y Teller
- Interpretada por un conjunto de músicos de estudio de Hollywood, dirigida por Leopold Stokowski

### Pompa y circunstancia: Marchas 1, 2, 3 y 4
- Dirigida por Francis Glebas
- compositor musical: Sir Edward Elgar
- Dirección de arte de Daniel Cooper
- Sobre la base de "Arca de Noé" en el libro del Génesis
- Historia de desarrollo por Robert Gibbs, Naughton Terry, Kurosawa Todd, Pat Ventura, Dougherty Don, y Stevie Wermers
- Introducción por Leopold Stokowski (material de archivo), Mickey Mouse (voz de Wayne Allwine), James Levine, el Pato Donald (la voz de Tony Anselmo) y Daisy (voz de Russi Taylor)
- Interpretada por la Orquesta Sinfónica de Chicago, con Kathleen Battle
- Supervisar animador: Mickey Mouse (de la Introducción) de Andreas Deja

### El pájaro de fuego- versión de 1919
- Escrita y dirigida por Paul y Gaetan Brizzi
- compositor Música: Igor Stravinsky
- Dirección de Arte por Carl Jones
- Supervisar animador: Sprite por Anthony DeRosa
- Supervisar animador: Elk por Ron marido
- Supervisar animador: Firebird por John Pomeroy
- Introducción a cargo de Angela Lansbury
- Interpretada por la Orquesta Sinfónica de Chicago